# ジェフ・ライマン
ジェフ・ライマン（Geoff Ryman、1951年5月9日 - ）はカナダの小説家、SF作家、ファンタジー作家。マンチェスター大学英文学部においてクリエイティブ・ライティングの指導にも当たっている。同性愛者であることを公言している。非現実を避け、現実性を志向するマンデーンSFの提唱者。
現在は南北戦争以前の時代のアメリカの歴史小説に取り組んでいる。

## 略歴
ライマンはカナダで生まれ、『しゃべりを覚える前から』書いていたと言い、最初に出版された作品はライマンがわずか6歳の時に母の新聞のコラムにおいてであった。11歳の時にアメリカへと移住、カリフォルニア大学ロサンゼルス校にて歴史と英語の単位を修得する。1973年にイギリスへと移住し、以後人生の大部分を過ごすこととなる。
1989年Novaconの名誉ゲストとして招待され、Microconには1994年と2004年の二度、またGaylaxicon 2008にも名誉ゲストとなった。

## 作品
SF作家としてよく知られているが、第一長編The Warror Who Carried Lifeはファンタジーであり、またリビジョニスト・ファンタジーであるWasは『最も成熟した作品』と評されている。
作品の多くはカンボジア旅行を基にしており、その最初の作品である『征たれざる国』The Unconquered Countryは世界幻想文学大賞と英国SF協会賞を受賞した。日本でもSFマガジンに訳載され、その後、中村融の年代別アンソロジーにも収録されている。また最新作The King's Last Songはカンボジアを舞台とし、アンコール遺跡ジャヤーヴァルマン7世の時代と、ポル・ポトとクメール・ルージュ以後の現代とを巡る物語となっている。
このほかに短編『ポル・ポトの美しい娘』は、２００６年のヒューゴー賞ノヴェレット部門候補となり、２００７年にワールドコンが日本で開催されたのに合わせてSFマガジンに訳載された。
ライマンは他の作家の作品を基にした舞台の執筆と指導、上演を行っている。

## マンデーンSF
マンデーンSF (Mundane SF) はSFのサブジャンルであり、地上や地球近傍を舞台とし、ストーリー執筆時点で存在する科学技術を使用するストーリーに焦点を当てたものである。2002年ライマンや他の作家と共にクラリオン・ワークショップにおいて作られ、2008年マンデーンSFについてライマンやJulian Todd、Trent Waltersにより編集された記事が〈インターゾーン〉誌に掲載された。

## 作品リスト

### 長編
- The Warrior Who Carried Life (1985)
- The Child Garden (1989) - 1990年ジョン・W・キャンベル記念賞受賞
- 夢の終わりに… (Was..., 1992)
- 253, or Tube Theatre (1996) - 1999年フィリップ・K・ディック賞受賞
- Lust (2001)
- エア (Air: Or, Have not Have, 2005) - 2006年アーサー・C・クラーク賞、英国SF協会賞、ジェイムズ・ティプトリー・ジュニア賞受賞
- The King's Last Song (2006)

### 中編・短編
- 征たれざる国 (The Unconquered Country, 1984) - 1985年世界幻想文学大賞、英国SF協会賞受賞
- Love Sickness (1987) - 1988年英国SF協会賞受賞
- ポル・ポトの美しい娘 （Pol Pot's Beautiful Daughter） (2006)

### 短篇集
- Unconquored countries: Four novellas (1994)